# Rashtrapati Bhavan
Rashtrapati Bhavan és la residència oficial del President de l'Índia a la capital, Nova Delhi. Fins a 1950 era coneguda com a Casa del Virrei i va servir com a residència del Governador General de l'Índia.

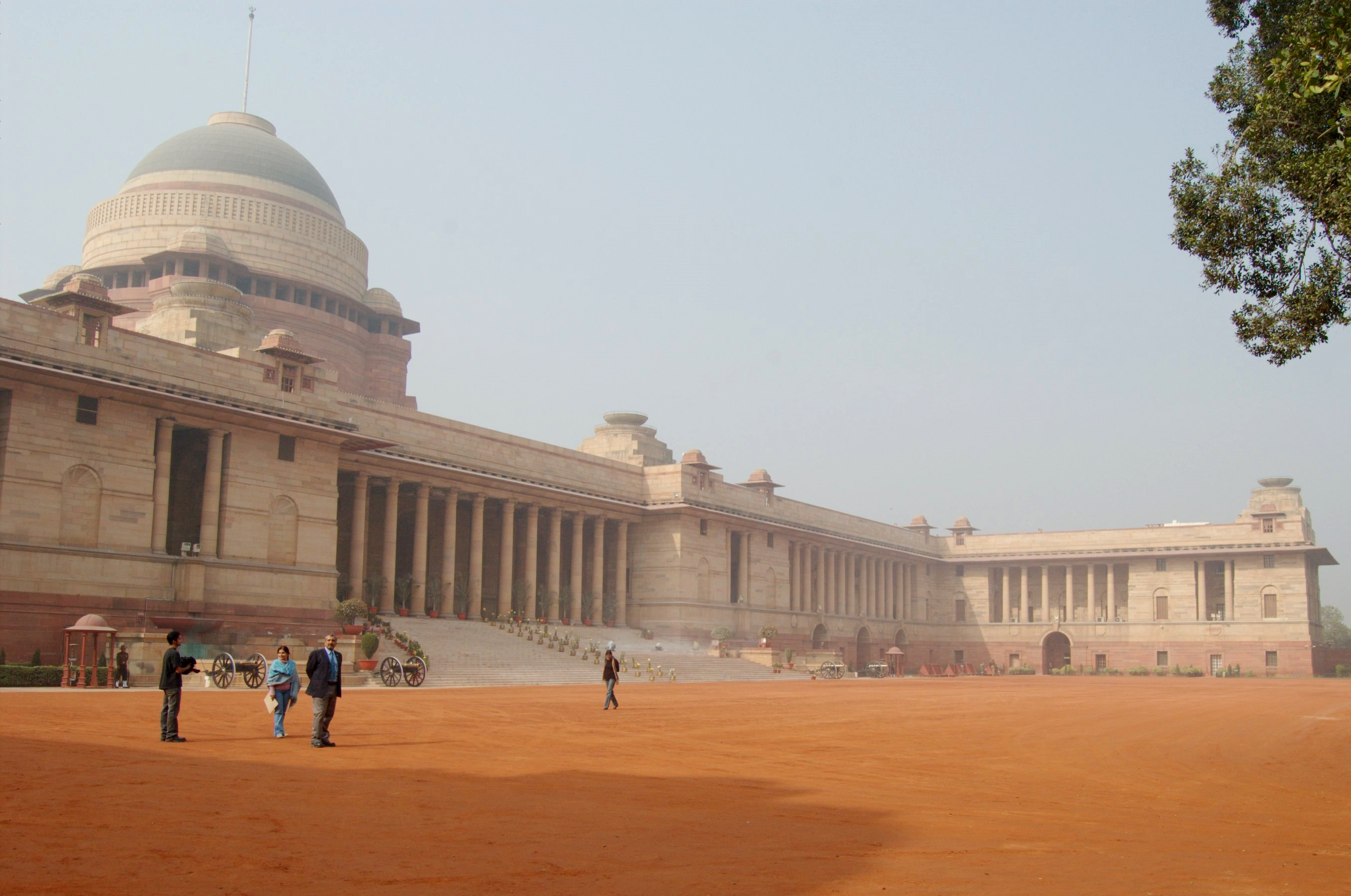
Casa presidencial o Rashtrapati Bhavan.

El 1911 es va decidir traslladar la capital del país des de Calcuta a Delhi. Mentre el disseny de la nova ciutat prenia forma, la casa del governador general va rebre una posició predominant. L'arquitecte britànic Edwin Lutyens, principal artífex de la planificació de la nova ciutat, va ser l'encarregat de dissenyar l'edifici. El seu primer assistent Herbert Baker també hi va tenir un paper important.
Es va decidir per un disseny clàssic, amb colors i detalls inspirats en l'arquitectura local. Lutyens es va sentir orgullós de la seva obra quan va aprendre que el nou edifici no rebria el nom de «Casa del Governador» nom que rebien la majoria de les residències dels governadors, sinó Casa del Virrei.
Les obres de construcció es van acabar el 1929 i va ser oficialment inaugurat el 1931, al mateix temps que la resta de les obres de la ciutat de Nova Delhi. Es van desplaçar unes tres-cents famílies per alliberar el terreny. Després de la independència de l'Índia el 1947, el governador transitori va continuar residint a l'edifici fins a l'any 1950 quan va ser succeït pel president quan es va proclamar la República de l'Índia. La residència va ser reanomenada com Rashtrapati Bhavan.
L'entrada de l'edifici es realitza a través d'un jardí que recorda als jardins mogols de la regió de Caixmir. Les columnes frontals presenten el dibuix de diverses campanes. L'arquitecte Edwin Lutyens sostenia que si les campanes no sonaven, l'Imperi Britànic mai acabaria.
L'arquitectura del palau és una mescla entre l'estil europeu i l'indi, i fa prova d'un clar sincretisme d'elements de l'Imperi mogol, i de l'art budista i hinduista. Té un total de 3540 habitacions que ocupen una superfície de 19.000 m². Per a la construcció es van utilitzar més de 700 milions de maons i 85.000 m³ de pedra i molt poc acer. L'edifici i el parc tenen una superfície d'unes 130 hectàrees.